# 10 Tokyo Warriors
10 Tokyo Warriors (倒凶十将伝?, Tokyo Jushoden) è una serie anime OAV, composta da sei episodi, pubblicata in Giappone tra il 25 luglio 1999 e il 25 gennaio 2002, creata dallo studio d'animazione Zexcs e diretta dal regista Hikaru Takanashi. La serie è stata distribuita doppiata in italiano da Dynit.

## Trama
Molti anni fa, nel Giappone di età feudale, un signore oscuro chiamato Demon King utilizzò la sua banda di demoni, i Kyouma, per seminare distruzione nel paese. Solo il coraggio di dieci guerrieri poté fermarlo; Demon King fu sigillato mentre i Kyouma furono sconfitti. Molto tempo dopo, però, Lord Shindigan, uno dei Kyouma sopravvissuti, intende liberare Demon King dalla sua prigionia. Le reincarnazioni dei dieci guerrieri cercheranno di fermarlo e di salvare il mondo.

## Personaggi
Jutto Sego
Personaggio principale e Guerriero della Luce.
Kyoshiro Kagami
Un ispettore privato, egli è il Guerriero dello Specchio.
Hagiri Ranba
Una ragazza adolescente e anche Guerriera del Fuoco.
Jingo Kazamatsuri
Un ragazzo adolescente trendy che usa attacchi di vento.
Futaba Amitaka
Una tranquilla adolescente che usa incantesimi di carta. Sembra che abbia una cotta per Jutto.
Farina Nanao
Un asso del computer che usa fili monofibra per i suoi attacchi.
Rokumon Hanawa
Un giornalista e fotografo che usa delle piante per attaccare.
Minawa Narutaki
Un prete cieco che rifiuta di accettare il suo destino.
Kotana Kifu
Una campagnola che evoca una Bestia Sacra attraverso il suo topolino, Tsuina. Ella un rapporto speciale con Jutto, anche se nessuno dei due sembra volerlo ammettere.
Hajime Shirogane
Guerriero delle Arti Marziali e ex comandante dei dieci Guerrieri.

## Anime
L'anime, ideato da Takashi Shoji, è diretto da Hikaru Takanashi, Keizo Shimizu e Noboru Ishiguro, la sceneggiatura è a cura di Tetsuya Oishi. La produzione è di Takao Asaga, Takayuki Ishizumi, Tomoyuki Onishi e Toru Taga e le animazioni sono curate dallo studio Zexcs. È stato pubblicato per la prima volta in Giappone dal 24 febbraio 2004, per un totale di 6 episodi OAV. Nel Nord America la serie è stata licenziata da Media Blasters ed è stata trasmessa dalla rete Encore Action nel 2007. In Italia la serie è stata distribuita in DVD da Dynit.

### Doppiaggio
| Personaggi       | Voce giapponese   |
| ---------------- | ----------------- |
| Jutto Sego       | Hikaru Midorikawa |
| Kyoshiro Kagami  | Juurouta Kosugi   |
| Hagiri Ranba     | Kotono Mitsushi   |
| Futaba Amitaka   | Yui Horie         |
| Farina Nanao     | Akiko Kimura      |
| Rokumon Hanawa   | Yoshita Otsuka    |
| Minawa Narutaki  | Hiroshi Yanaka    |
| Hakiri           | Kotono Mitsuishi  |
| Kotana Kifu      | Yuka Imai         |
| Hajime Shirogane | Kenyuu Horiuchi   |

### Sigle
Sigle di apertura
1. "Mo chotto tsuyoku" (lett. Solo un po' più forte) di Pool

"Mo chotto tsuyoku" di Pool
1. "Kimi ga oshie te kureta koto" (lett. Che cosa mi hai insegnato) di Manabi Mizuno (episodi 4-6)

Sigle di chiusura
1. "Over the World" di Rikko Chan
2. "Kagayaku Sekai" (lett. Mondo luminoso) di Maiko Yoshikawa (ep 2)
3. "Kagayaku Sekai" di Maiko Yoshikawa (ep 2)
4. "Kogoyuku Sekai" di Maiko Yoshikawa
5. "Dera Surf SOS" di Dera Sentimental (ep 3)
6. "Dera Surf SOS" di Sentimental
7. "Orenji" (lett. Arancio) di Sayaka Ishijima (ep 4)
8. "Dera Surf SOS" di Dera ☆ Sentimental (ep 5)
9. "Birth" di Takayuki Ishizumi (ep 6)